# Xakhxukha

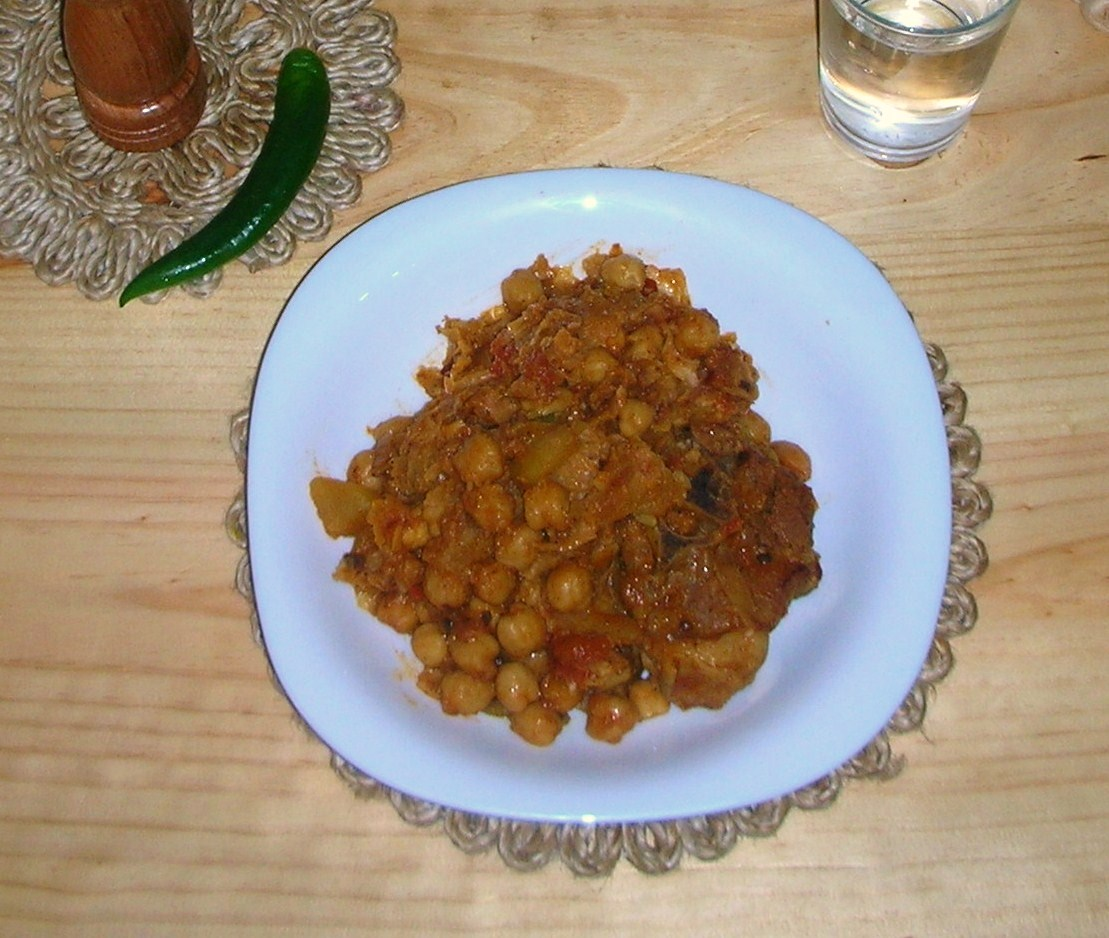
Xakhxukha. Marqa barrejada amb Rougag llesta per menjar

Xakhxukha (Chakhchoukha, chekhechoukha o chakhchoura) és un plat de la gastronomia d'Algèria. Es menja sovint a celebracions importants i és especialment popular a la regió de l'Aurès. El plat consisteix a tallar trossets molt petits de rougag (torta prima) que es barregen amb marqa, una mena d'estofat.

## Descripció
L'origen d'aquest plat es troba en plats calents i forts que menjaven els pastors xauis quan tornaven cansats a casa les nits de l'hivern. Actualment la xakhxukha s'ha estès a altres parts d'Algèria. La paraula "xakhxoukha" prové de taxerxert, "fer engrunes" o "tallar a trossos petits" en la llengua xauia (Chaouia, θšawiθ o Hšawiθ).

## Preparació
El rougag o torta es prepara amb sèmola i després de fetes les tortes s’esqueixen a mà en peces molt petites, gairebé engrunes.
El marqa o estofat es prepara amb trossos de xai cuinats amb tomàquets, ceba picada i cigrons. Sovint s'afegeixen patates, carbassons, pastanagues i pebrots verds, segons la zona, l'estació de l'any i la família. Els condiments principals del marqa són pebre picant, alcaravia, ras el hanout, pebre negre i comí.
Hi ha una variant d'aquest plat a Batna i les ciutats veïnes, com Barika, M'Sila i Biskra, ón es fa servir un altre tipus de torta.
Aquest plat no s'ha de confondre amb la xakxuka (chakchouka o tchoutchouka), un plat similar a una xamfaina amb ous popular a la cuina del Maghreb.